# Saint-André-de-Roquepertuis
Saint-André-de-Roquepertuis – miejscowość i gmina we Francji, w regionie Oksytania, w departamencie Gard.
Według danych na rok 1990 gminę zamieszkiwało 361 osób, a gęstość zaludnienia wynosiła 30 osób/km² (wśród 1545 gmin Langwedocji-Roussillon Saint-André-de-Roquepertuis plasuje się na 587. miejscu pod względem liczby ludności, natomiast pod względem powierzchni na miejscu 647.).